# Islas Salomón en los Juegos Olímpicos de la Juventud 2018
Islas Salomón compitió en los Juegos Olímpicos de la Juventud 2018 en Buenos Aires, Argentina, celebrados entre el 6 y el 18 de octubre de 2018. No pudo obtener ninguna medalla en las justas deportivas.

## Medallero
| Medalla       | Oro | Plata | Bronce | Total |
| ------------- | --- | ----- | ------ | ----- |
| Total oficial | 0   | 0     | 0      | 0     |

## Disciplinas

### Levantamiento de pesas
| Atleta        | Evento         | Arrancada | Arrancada | Tirón     | Tirón   | Total | Ranking |
| Atleta        | Evento         | Resultado | Ranking   | Resultado | Ranking | Total | Ranking |
| ------------- | -------------- | --------- | --------- | --------- | ------- | ----- | ------- |
| Betty Waneasi | 58 kg Femenino | 57        | 8         | 72        | 8       | 129   | 8       |

Las Islas Salomón obtuvo una plaza en la competencia por el comité tripartito.
- Eventos femeninos - 1 plaza